# Quartier des Invalides
Pour les articles homonymes, voir Invalides.
Le quartier des Invalides  est le 26e quartier administratif de Paris situé dans le 7e arrondissement.
Outre l'Hôtel des Invalides, on y trouve le Palais Bourbon, siège de l'Assemblée Nationale et une partie importante des ministères (situés aussi dans le quartier voisin de Saint-Thomas-d'Aquin) : Travail, Agriculture, Armées, Affaires étrangères, Éducation nationale, Fonction publique... ainsi que la Mairie du 7e arrondissement.

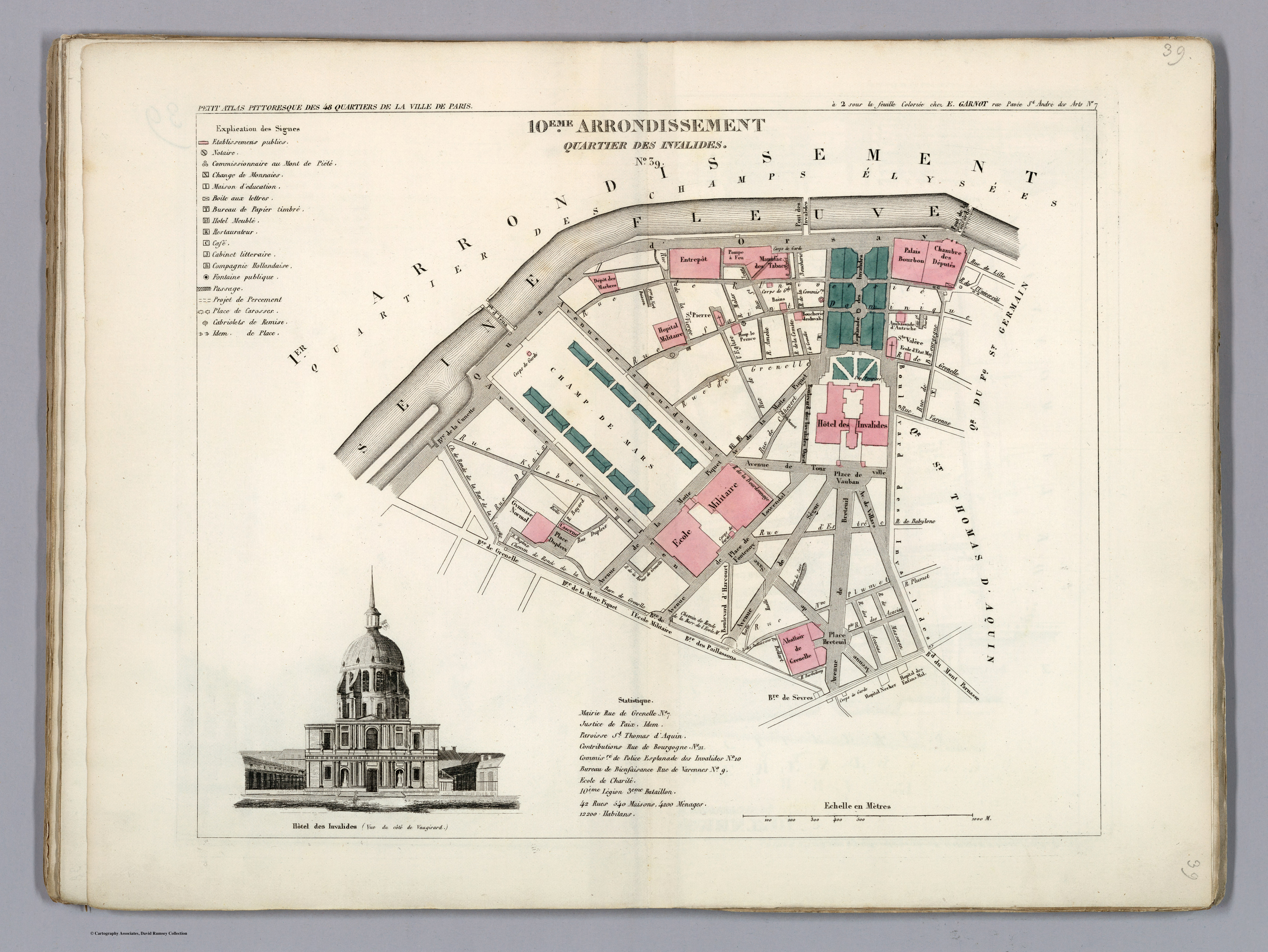
Plan du quartier des Invalides dans l'ancien 10e arrondissement en 1834.
Quartiers du 7ᵉ arrondissement de Paris.

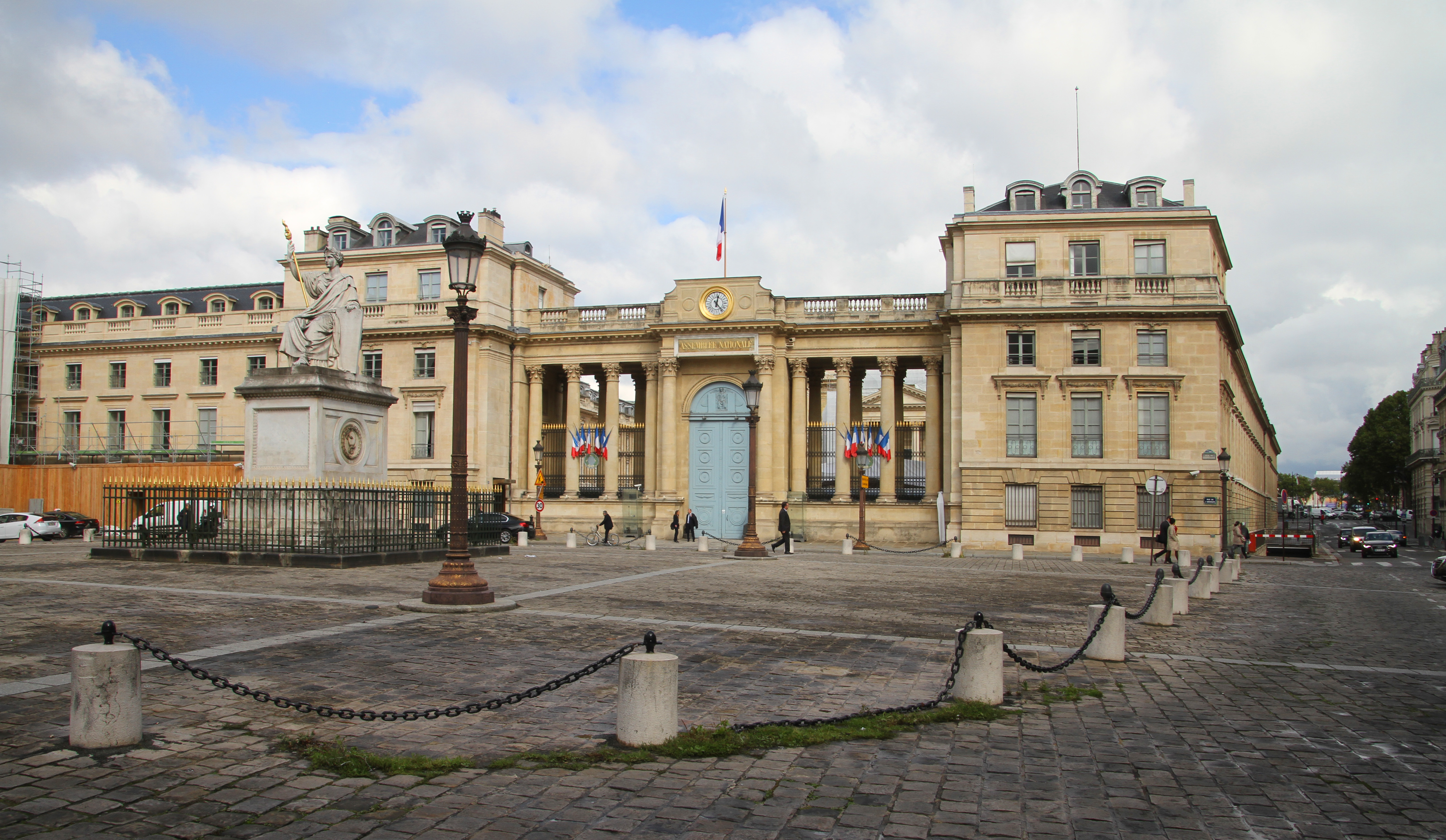
Place et entrée du Palais Bourbon.
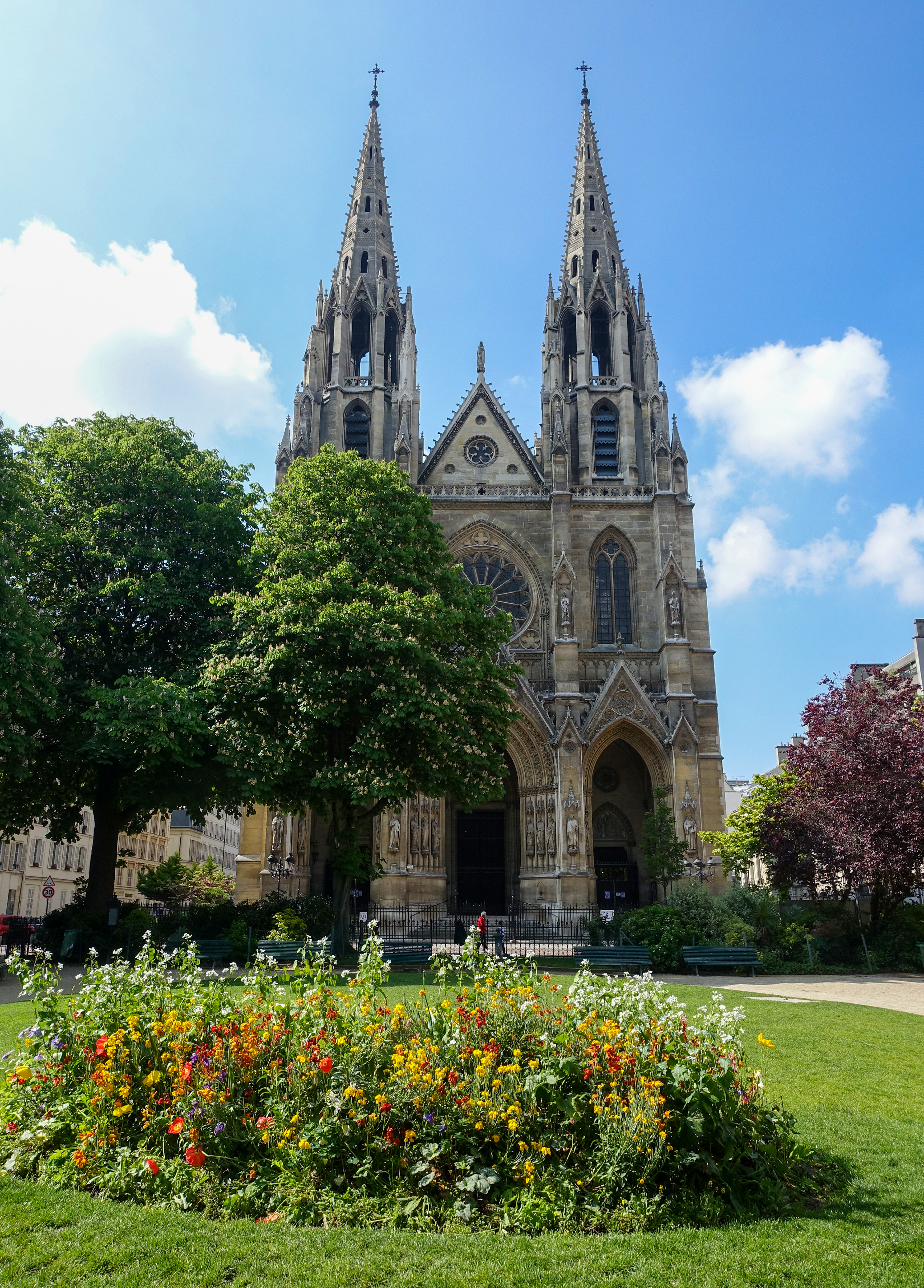
Square Samuel-Rousseau et basilique Sainte-Clotilde.